# Новое Иванцево (Вологодская область)
Новое Иванцево — деревня в Устюженском районе Вологодской области.
Входит в состав Никольского сельского поселения, с точки зрения административно-территориального деления — в Никольский сельсовет.
Расстояние по автодороге до районного центра Устюжны — 41 км, до центра муниципального образования деревни Никола — 5 км. Ближайшие населённые пункты — Павловское, Расторопово, Сычево.
Население по данным переписи 2002 года — 5 человек.